# Netherton (Northumberland)
Netherton – osada i civil parish w Anglii, w hrabstwie Northumberland. W 2011 civil parish liczyła 185 mieszkańców.